# Piazza Cavour (Catania)
Piazza Cavour (popolarmente detta Borgo, in dialetto catanese Buggu) è una piazza di Catania sita lungo la via Etnea, a circa 2000 m da Piazza del Duomo.

## Storia
Precedentemente adibita alla pubblica esecuzione nel corso del Rinascimento e pertanto chiamata Piano de le Forche, la costruzione della piazza risale al 1669, quando sulle campagne di proprietà dell'allora vescovo della città fu organizzato un accampamento per ospitare la popolazione misterbianchese, rimasta senza dimora a causa dell'eruzione dell'Etna del 1669, che distrusse appunto l'abitato etneo. Ne sorse così un piccolo casale autonomo, satellite alla città di Catania, il quale, trovandosi al di fuori del centro storico del centro urbano, venne appunto chiamato Borgo. Da qui, il nome della piazza fino all'istituzione del Regno d'Italia, quando venne intitolata ad uno dei protagonisti storici del Risorgimento, il conte Benso.
Oggi la piazza accoglie un giardino con piante d'alto fusto, aiuole fiorite, prato e panchine, e al centro si trova la fontana di Cerere, detta comunemente Tapàllara, ossia dea Pàllade (attributo però della dea Minerva, con cui forse popolarmente è stata confusa), inizialmente costruita in Piazza dell'Università come simulacro per scacciare un'epidemia di peste di quell'anno, ma ciò non avvenne, quindi fu spostata in questo sito, ai tempi abbastanza periferico. Sui lati minori della piazza, nord e sud, sono ubicate due chiese: quella di Sant'Agata al Borgo, e quella del Santissimo Sacramento al Borgo, mentre sui lati maggiori si trovano i palazzi nobiliari settecenteschi, ma anche quelli di recente costruzione, come la Clinica Vagliasindi (1911), opera in art nouveau di Francesco Fichera.